# Ноттингемский канал
Ноттингемский канал (англ. Nottingham Canal) — канал в Дербишире и Ноттингемшире.
Длина — 23,7 км. Ноттингемский канал соединяет Кромфордский канал и канал Эриуош с рекой Трент. Сегодня канал по прямому назначению не используется.
Идея устройства канала впервые была предложена в 1790 году. В то время поставки угля в Ноттингем осуществлялись по каналу Эриуош и далее по реке Трент. Сооружение канала началось в 1792 году и было завершено в 1796 году с превышением бюджета на 77 %. Объём грузоперевозок по каналу рос медленно, но с 1804 года стал достаточным, чтобы выплатить дивиденды акционерам. В 1923 году канал перешёл в собственность железнодорожной компании London and North Eastern Railway, которой он был неинтересен и движение по каналу было закрыто в 1937 году. Часть канала от Лентона до Трента была сдана в аренду Trent Navigation Company, а в 1946 году продана этой же компании.
В 1955 году городской совет Ноттингема выкупил часть канала от Лентона до границ города. Совет боро Брокстоу выкупил 9,7 км в верхней части канала для обустройства мест общественного отдыха. Предпринимались краткие попытки восстановления судоходства в верхней части канала, но неудачные. Часть канала в верхней части разрушена карьером по добыче угля. С 1977 года возле Уоллатона и Лэнгли-Милл район Ноттингемского канала используется как природный местный резерват, используется для пешего туризма. На 16-километровом участке от реки Трент вдоль канала запрещено движение автомобилей.